# リッチモンド・フレデリックスバーグ・アンド・ポトマック鉄道
リッチモンド・フレデリックスバーグ・アンド・ポトマック鉄道（リッチモンド・フレデリックスバーグ・アンド・ポトマックてつどう、英語: Richmond, Fredericksburg and Potomac Railroad、報告記号はRFP）は、アメリカ合衆国でかつて、バージニア州リッチモンドとワシントンD.C.を結ぶ鉄道を営業していた鉄道事業者である。1991年に合併によりCSXトランスポーテーションの一部となった。
リッチモンド・フレデリックスバーグ・アンド・ポトマック鉄道は、全長約113マイル（約180 km）の路線を持つ連絡鉄道で、「北と南を結ぶ」(Linking North & South) をスローガンとしていた。会社が存在していた期間の大半において、リッチモンドにおいてチェサピーク・アンド・オハイオ鉄道、アトランティック・コースト・ライン鉄道、シーボード・エア・ライン鉄道と連絡していた。またアレクサンドリアおよびそこから線路使用権によりワシントンD.C.のユニオン駅において、ペンシルバニア鉄道、ボルチモア・アンド・オハイオ鉄道、サザン鉄道と連絡していた。またポトマック操車場においてワシントン・アンド・オールド・ドミニオン鉄道と接続し、ドズウェルにおいてもチェサピーク・アンド・オハイオ鉄道と接続していた。

## 歴史

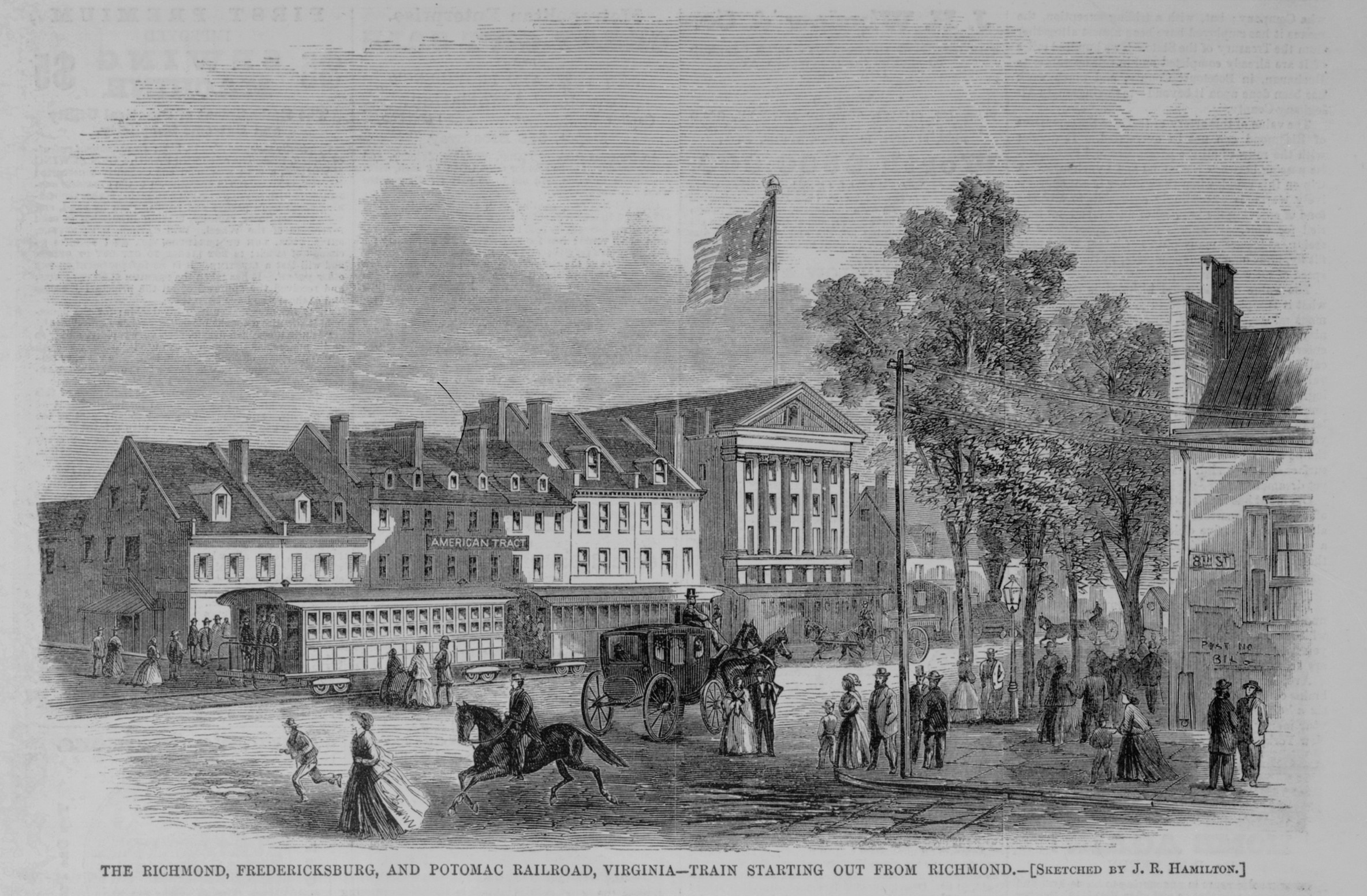
リッチモンドを出発するリッチモンド・フレデリックスバーグ・アンド・ポトマック鉄道の列車、1865年

リッチモンド・フレデリックスバーグ・アンド・ポトマック鉄道は、リッチモンドから北へフレデリックスバーグを経由してポトマック川までの路線特許を1834年2月25日に取得した。リッチモンドからヘイゼル・ラン (Hazel Run) まで1836年に、フレデリックスバーグまでは1837年1月23日に開業し、ポトマック川沿いのアキア・クリークまでの残りの区間は1842年9月30日に開業した。ワシントンD.C.へ結びボルチモア・アンド・オハイオ鉄道に連絡する汽船がワシントン・アンド・フレデリックスバーグ汽船 (Washington and Fredericksburg Steamboat Company) により運行され、のちにポトマック汽船と改称し、1845年からはリッチモンド・フレデリックスバーグ・アンド・ポトマック鉄道の傘下に入った。
1870年10月11日、会社の臨時株主総会において、クアンティコまでさらに北進することが承認された。会社の保有する路線特許はこの支線の全長を10マイルに限っており、アレクサンドリア・アンド・フレデリックスバーグ鉄道 (Alexandria and Fredericksburg Railroad) へつなぐには1.7マイル不足であった。この支線は既存路線からブルックで分岐し、北へやはりポトマック川沿いにあるクアンティコまでを結んでいた。アキア・クリークの桟橋へ通じる旧線は、クアンティコの桟橋へ通じる路線が開通した1872年5月1日に廃止となった。
この路線の対岸では、アレクサンドリア・アンド・ワシントン鉄道 (Alexandria and Washington Railroad) が1854年2月27日にポトマック川に架かる14番通り橋の南端から南へアレクサンドリアまでの建設を行う路線特許を得た。この路線は1857年に開通した。1887年7月9日にこの鉄道は経営破綻し売却されて、1887年11月23日にアレクサンドリア・アンド・ワシントン鉄道 (Alexandria and Washington Railway) として再編された。1873年にボルチモア・アンド・ポトマック鉄道の14番通り橋を通る支線が開通し、アレクサンドリア・アンド・ワシントン鉄道が取得した線路通行権によりワシントンD.C.までの経路が通じることになった。
アレクサンドリア・アンド・フレデリックスバーグ鉄道 (Alexandria and Fredericksburg Railway) は、路線をさらにアレクサンドリアからフレデリックスバーグまで延長するために1864年2月3日に路線特許を得た。この路線は1872年7月2日に開通し、リッチモンド・フレデリックスバーグ・アンド・ポトマック鉄道の北端であるクアンティコへ接近した。クアンティコでは、1.7マイル（約2.7 km）のポトマック鉄道 (Potomac Railroad) が1867年4月21日に特許を得て、1872年5月1日に開通して2つの鉄道を連絡した。この路線は1877年5月17日から28年間、リッチモンド・フレデリックスバーグ・アンド・ポトマック鉄道へリースされた。1890年3月31日、アレクサンドリアへ乗り入れる2社は合併してワシントン・サザン鉄道 (Washington Southern Railway) となった。1901年11月1日まで、この鉄道はボルチモア・アンド・ポトマック鉄道およびその後継のフィラデルフィア・ボルチモア・アンド・ワシントン鉄道によって運営された。ポトマック鉄道のリースは1904年6月30日付でワシントン・サザン鉄道へ移管された。1920年2月24日、ワシントン・サザン鉄道は公式にリッチモンド・フレデリックスバーグ・アンド・ポトマック鉄道に合併された。
リッチモンド-ワシントンカンパニー (Richmond-Washington Company) は1901年9月5日にこれら2社の株式すべてを所有する持株会社として設立された。この会社の株式はペンシルバニア鉄道、ボルチモア・アンド・オハイオ鉄道、アトランティック・コースト・ライン鉄道、サザン鉄道、シーボード・エア・ライン鉄道、チェサピーク・アンド・オハイオ鉄道が等分で所有した。このうちの4社が現在のCSXトランスポーテーションになっていることから、リッチモンド・フレデリックスバーグ・アンド・ポトマック鉄道もCSXトランスポーテーションの一部となった。旧サザン鉄道は現在ノーフォーク・サザン鉄道の一部であり、旧リッチモンド・フレデリックスバーグ・アンド・ポトマック鉄道区間は使用していない。また旧ペンシルバニア鉄道はCSXトランスポーテーションとノーフォーク・サザン鉄道で分割されている。
1902年から1908年にかけて本線の主要部分が合計21マイル（約34 km）にわたって線路の移設が行われた。

## 歴代社長一覧
歴代社長を以下に示す。
- ジョン・ランカスター (John A. Lancaster): 1834年 - 1836年
- コンウェイ・ロビンソン (Conway Robinson): 1836年 - 1838年
- ジョゼフ・シェパード (Joseph M. Sheppard): 1836年 - 1840年
- モンキュア・ロビンソン（英語版）: 1840年 - 1847年
- エドウィン・ロビンソン (Edwin Robinson): 1847年 - 1860年
- ピーター・ダニエル (Peter V. Daniel, Jr.): 1860年 - 1871年
- ジョン・ロビンソン (John M. Robinson): 1871年 - 1878年
- ロバート・オウルド (Robert Ould): 1878年 - 1881年
- ジョゼフ・ブリントン (Joseph P. Brinton): 1881年 - 1889年
- E.D.T.マイヤーズ (E. D. T. Myers): 1889年 - 1905年
- ウィリアム・リーク (William J. Leake):|1905年 - 1907年
- ウィリアム・ホワイト (William White): 1907年 - 1920年[6]
- エッパ・ハントン (Eppa Hunton, Jr.): 1920年 - 1932年
- ノーマン・コール (Norman Call): 1932年 - 1955年
- ウィリアム・ライス (William T. Rice): 1955年 - 1957年[7]
- ワート・マークス (Wirt P. Marks, Jr.): 1957年 - 1960年
- スチュアート・シューメイト (Stuart Shumate): 1961年 - 1981年[8]
- ジョン・ニューバウアー (John J. Newbauer, Jr.): 1981年 - 1985年
- リチャード・ビードレス (Richard L. Beadles): 1985年 - 1986年
- フランク・クロボ (Frank A. Crovo, Jr.): 1986年 - 1991年

## 支線
リッチモンド連絡線 (Richmond Connection)
リッチモンド・フレデリックスバーグ・アンド・ポトマック・アンド・リッチモンド・アンド・ピーターズバーグ鉄道連絡線 (Richmond, Fredericksburg and Potomac and Richmond and Petersburg Railroad Connection) は、リッチモンド・フレデリックスバーグ・アンド・ポトマック鉄道とリッチモンド・アンド・ピーターズバーグ鉄道（のちのアトランティック・コースト・ライン鉄道の一部）の連絡線として、リッチモンドの市街地の西側で、1866年3月3日に路線特許を受けて1867年5月1日に開通した。2社の共同運営であった。また、ブロード・ストリート駅までの市街地連絡線もリッチモンド・アンド・ピーターズバーグ鉄道によって所有されていた。
ルイーザ鉄道 (Louisa Railroad)
ルイーザ鉄道は1836年に路線特許を受け、リッチモンド・フレデリックスバーグ・アンド・ポトマック鉄道のドズウェルから西へルイーザまでを結んでいる。リッチモンド・フレデリックスバーグ・アンド・ポトマック鉄道の支線として運営されていたが、1850年にバージニア・セントラル鉄道として再構成され、1868年にチェサピーク・アンド・オハイオ鉄道へ合併した。
ロスリン線 (Rosslyn)
北端からロスリンへ至る短い支線で、1896年に開通し、1903年にフィラデルフィア・ボルチモア・アンド・ワシントン鉄道傘下のロスリン・コネクティング鉄道 (Rosslyn Connecting Railroad) へ売却された。

## 駅一覧
| マイル程 | 都市                 | 駅名                                              | 開業   | 接続路線および備考 |
| -------- | -------------------- | ------------------------------------------------- | ------ | --- |
| 110.1    | アレクサンドリア     | ROインターロッキング (RO Interlocking)            |        | ポトマック操車場におけるリッチモンド・フレデリックスバーグ・アンド・ポトマック鉄道の北端、ボルチモア・アンド・ポトマック鉄道における線路使用権を通じてワシントンD.C.のユニオン駅まで通じている。ロスリン・コネクティング鉄道との接続点。 |
|          | アレクサンドリア     | クリスタル・シティー駅                            |        | バージニア急行鉄道フレデリックスバーグ線およびマナサス線 |
| 106.5    | アレクサンドリア     | スレイターズ・レーン (Slater's Lane)              |        | ノーフォーク・サザン鉄道の、海岸のミラント社発電所およびロビンソンターミナル倉庫へ通じる支線 |
| 105.3    | アレクサンドリア     | アレクサンドリア (Alexandria)                     | 1905年 | バージニア急行鉄道フレデリックスバーグ線およびマナサス線 アムトラックカロライニアン、ノース・イースト・リージョナル、パルメット、シルバー・メティオ、シルバー・スター                                                                    |
| 104.3    | アレクサンドリア     | AFインターロッキング (AF Interlocking)            |        | オレンジ・アンド・アレキサンドリア鉄道（現ノーフォーク・サザン鉄道） |
| 99.3     | スプリングフィールド | フランコニア (Franconia)                          | 1870年 | 1952年廃止、ワシントンメトロのフランコニア＝スプリングフィールド駅に置き換えられ、バージニア急行鉄道のフレデリックスバーグ線およびアムトラックのノース・イースト・リージョナルの運行も1997年に追加                                       |
| 95.7     | ニューイントン       | ニューイントン (Newington)                        |        | 駅名はアコティンク (Accotink) という名前でも知られる、フォート・ベルボアへ通じる政府の支線 |
| 92.5     | ロートン             | ロートン駅                                        |        | バージニア急行鉄道フレデリックスバーグ線、アムトラックオート・トレイン、かつてはロートン・アンド・オコクアン鉄道の分岐点 |
| 89.9     | コルチェスター       | コルチェスター (Colchester)                       |        | |
| 89.4     | ウッドブリッジ       | ウッドブリッジ駅                                  |        | バージニア急行鉄道フレデリックスバーグ線、アムトラックノースイースト・リージョナル、「オコクアン」(Occoquan) の名でも知られる |
|          | ウッドブリッジ       | リッポン駅                                        |        | バージニア急行鉄道フレデリックスバーグ線 |
| 82.4     | チェリーヒル         | チェリーヒル (Cherry Hill)                        |        | |
| 78.8     | クアンティコ         | クアンティコ駅                                    | 1872年 | バージニア急行鉄道フレデリックスバーグ線、アムトラックカロライニアン、ノースイースト・リージョナル |
|          |                      | ワイドウォーター (Widewater)                      |        | |
| 68.1     | スタッフォード       | ブルック駅                                        |        | バージニア急行鉄道フレデリックスバーグ線 |
|          | ファルマス           | リーランド駅                                      |        | バージニア急行鉄道フレデリックスバーグ線 |
| 59.4     | フレデリックスバーグ | フレデリックスバーグ駅                            | 1910年 | バージニア急行鉄道フレデリックスバーグ線、アムトラックカロライニアン、ノースイースト・リージョナル、バージニア・セントラル鉄道（現チェサピーク・アンド・オハイオ鉄道）との分岐点                                                         |
| 51.5     |                      | サミット (Summit)                                 |        | |
| 46.9     |                      | ギニア (Guinea)                                   |        | |
| 44.5     |                      | ウッドフォード (Woodford)                         |        | |
|          |                      | ボーリング・グリーン・パーク (Bowling Green Park) |        | |
| 37.8     |                      | ミルフォード (Milford)                            | 1891年 | |
| 33       |                      | ペノラ (Penola)                                   | 1886年 | |
| 27.1     |                      | ラサー・グレン (Ruther Glen)                      |        | |
| 21.8     | ドズウェル           | ドズウェル (Doswell)                              |        | 1928年再建、バージニア・セントラル鉄道（現チェサピーク・アンド・オハイオ鉄道）分岐点 |
| 14.8     | アシュランド         | アシュランド (Ashland)                            | 1866年 | 1890年と1923年に再建、アムトラックのノースイースト・リージョナル |
| 11.5     |                      | エルモント (Elmont)                               |        | |
| 8.1      |                      | グレン・アレン (Glen Allen)                       |        | 1956年廃止 |
| 6.4      |                      | ローレル (Laurel)                                 |        | |
|          | リッチモンド         | ステープルズ・ミル・ロード (Staples Mill Road)    | 1975年 | アムトラックカロライニアン、パルメット、ノースイースト・リージョナル、シルバー・メティオ、シルバー・スター |
| 1.7      | リッチモンド         | AYインターロッキング (AY Interlocking)            |        | アッカ操車場にてリッチモンド・フレデリックスバーグ・アンド・ポトマック・アンド・リッチモンド・アンド・ピーターズバーグ鉄道連絡線との分岐                                                                                                 |
|          | リッチモンド         | ブロード・ストリート (Broad Street)               | 1917年 | 1975年廃止、バージニア科学博物館となっている |